# XXI Cumbre Iberoamericana
La XXI Cumbre Iberoamericana de 2011 se celebró en Asunción, capital del Paraguay, entre los días 28 y 29 de octubre, el tema central fue "Transformación del Estado y Desarrollo".
La cumbre estuvo marcada por la ausencia de un total de 11 jefes de Estado y la petición formal del Haití para ingresar en la Cumbre Iberoamericana.
Supuso la despedida del presidente español, José Luis Rodríguez Zapatero, y la del presidente guatemalteco, Álvaro Colom; así como el debut del presidente peruano, Ollanta Humala.

## Asistentes
La cumbre estuvo marcada por la ausencia de 11 jefes de Estado: Cristina Fernández de Kirchner (Argentina) alegó el primer aniversario de la muerte de su marido, Dilma Roussef (Brasil) y José Mujica (Uruguay) por motivos de agenda, Juan Manuel Santos (Colombia), Laura Chinchilla (Costa Rica), Raúl Castro (Cuba) que nunca ha acudido a esta cumbre, Hugo Chávez (Venezuela) por motivo de la enfermedad que padeció, Mauricio Funes (El Salvador), Porfirio Lobo (Honduras), Daniel Ortega (Nicaragua) y Leonel Fernández (República Dominicana).
En la cumbre también asistieron Sam Hinds, primer ministro de Guyana, y Laurent Lamothe, ministro de Relaciones Exteriores de Haití; en calidad de observadores estuvieron representados los gobiernos de Bélgica, Filipinas, Francia, Italia y Marruecos, así como varias delegaciones de organismos internacionales.

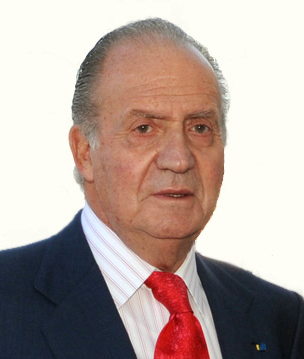
El rey de España hizo gestiones para salvar la Cumbre.

Los Jefes de Estado de los tres socios (Argentina, Brasil y Uruguay) de Paraguay en MERCOSUR se ausentaron.

En la siguiente lista se muestran los representantes de los países miembros participantes:
| Miembros de la Cumbre Iberoamericana de Jefes de Estado y de Gobierno País anfitrión y líder están indicados en negrita. | Miembros de la Cumbre Iberoamericana de Jefes de Estado y de Gobierno País anfitrión y líder están indicados en negrita. | Miembros de la Cumbre Iberoamericana de Jefes de Estado y de Gobierno País anfitrión y líder están indicados en negrita. | Miembros de la Cumbre Iberoamericana de Jefes de Estado y de Gobierno País anfitrión y líder están indicados en negrita. | Miembros de la Cumbre Iberoamericana de Jefes de Estado y de Gobierno País anfitrión y líder están indicados en negrita. | Miembros de la Cumbre Iberoamericana de Jefes de Estado y de Gobierno País anfitrión y líder están indicados en negrita. |
| Miembro | Miembro | Representado por | Representado por | Título | Referencias |
| --- | --- | --- | --- | --- | --- |
| Bandera de Andorra | Andorra | Antoni Martí | | Jefe del Gobierno | [ 8 ] |
| Bandera de Argentina | Argentina | Héctor Timerman | | Canciller | [ 9 ] |
| Bandera de Bolivia | Bolivia | Evo Morales | | Presidente | [ 10 ] |
| Bandera de Brasil | Brasil | Michel Temer | | Vicepresidente | [ 11 ] |
| Bandera de Chile | Chile | Sebastián Piñera | | Presidente | [ 12 ] |
| Bandera de Colombia | Colombia | Angelino Garzón | | Vicepresidente | [ 13 ] |
| Bandera de Costa Rica | Costa Rica | Alfio Piva Mesén | | Vicepresidente | [ 14 ] |
| Bandera de Cuba | Cuba | Bruno Rodríguez | | Canciller | [ 15 ] |
| Bandera de Ecuador | Ecuador | Rafael Correa | | Presidente | [ 16 ] |
| Bandera de El Salvador                                                                                                   | El Salvador | Hugo Martínez | | Canciller | [ 17 ] |
| Bandera de España | España | Juan Carlos I | | Rey | [ 18 ] |
| | | José Luis Rodríguez Zapatero                                                                                             | | Presidente | [ 18 ] |
| Bandera de Guatemala | Guatemala | Álvaro Colom | | Presidente | [ 19 ] |
| Bandera de Honduras | Honduras | María Antonieta Guillén                                                                                                  | | Vicepresidente | [ 20 ] |
| Bandera de México | México | Felipe Calderón | | Presidente | [ 21 ] |
| Bandera de Nicaragua | Nicaragua | Samuel Santos López | | Canciller | [ 22 ] |
| Bandera de Panamá | Panamá | Ricardo Martinelli | | Presidente | [ 23 ] |
| Bandera de Paraguay | Paraguay | Fernando Lugo | | Presidente | [ 18 ] |
| Bandera de Perú | Perú | Ollanta Humala | | Presidente | [ 24 ] |
| Bandera de Portugal | Portugal | Aníbal Cavaco Silva | | Presidente | [ 25 ] |
| | | Pedro Passos Coelho | | Primer ministro | [ 25 ] |
| Bandera de la República Dominicana                                                                                       | República Dominicana | Carlos Morales | | Canciller | [ 26 ] |
| Bandera de Uruguay | Uruguay | Danilo Astori | | Vicepresidente | [ 27 ] |
| Bandera de Venezuela | Venezuela | Nicolás Maduro | | Canciller | [ 28 ] |

## Desarrollo
El 28 de octubre, Haití anunció, mediante su ministro de Relaciones Exteriores, Laurent Lamothe; su solicitud de ingreso como miembro permanente de la Cumbre Iberoamericana, a pesar de que su idioma oficial es el francés. El gobierno haitiano consideró que su ingreso podría traer inversiones privadas para sustituir a las ayudas humanitarias.
En la primera sesión plenaria (29 de octubre) de la Cumbre, el presidente ecuatoriano, Rafael Correa, se retiró de la sesión ante la intervención de Pamela Cox, vicepresidenta para América Latina del Banco Mundial, porque alegó que el Banco Mundial le negó un crédito cuando llegó al poder y les acusó de haber hecho chantaje; también se sintió molesto cuando intervino el representante de la OCDE.
En el trascurso final de la cumbre, se aprobó la Declaración de Asunción, el Plan de Acción y Trece Comunicados Especiales. La cumbre finalizó con una rueda de prensa de la troika iberoamericana: Argentina, Paraguay y España.